# Cerastium rivulariastrum
Cerastium rivulariastrum là loài thực vật có hoa thuộc họ Cẩm chướng. Loài này được Möschl & Pedersen mô tả khoa học đầu tiên năm 1970.